# Jorge, o Tagarela
Jorge, o Tagarela (em armênio/arménio: Գորգ Շատաքսոս; romaniz.: Gorg Shatak’sos) foi um nobre armênio do século VII, príncipe de Arzeque.

## Vida

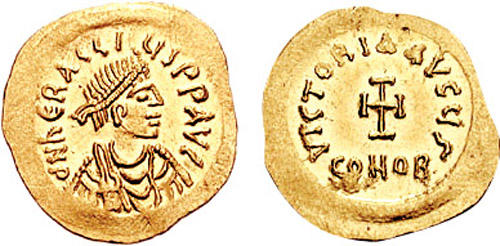
Tremisse de Heráclio r.

Sua existência é atestada apenas na História de Taraunitis de João Mamicônio, obra considerada não fiável, e autores como Christian Settipani põe dúvida a sua existência. Aparece durante o reinado do imperador Heráclio (r. 610–641), quando nomeia seu distrito de Xatax em honra a seu apelido e vai a Taraunitis para falar com Cicarnique, a quem implora: "Encontre algum modo de roubar a Cruz [estava na Armênia] uma vez que o diretor da igreja é seu parente. Traga a Cruz a mim e receberá 6 000 dans." Mas Cicarnique respondeu: "Guarde seu dinheiro. Levarei a Cruz e irei ao seu país, selecione um lugar seguro, construa uma aldeia e nomeie-a em minha honra. Jorge concordou com isso e voltou para casa. A Cruz foi roubada e levada para Arzeque, porém Vaanes III, príncipe de Taraunitis, ao descobrir o roubo, prendeu Jorge na fortaleza de Ogecano até que pagou 100 000 daecans.